# Преференциално гласуване
Преференциалното гласуване е гласуване, при което редът на подреждане на кандидатите от кандидатската листа, за която се гласува, може да бъде подреден според преференциите на гласоподавателя. Съществуват различни вариации на преференциалното гласуване - пълно, частично, по избор.
Преференциално гласуване може да се отнася до:
- Класирани системи за гласуване, всички изборни методи, които включват класиране на кандидати по реда на предпочитанията.
- Instant-балотаж гласуване, наричано „преференциално гласуване“ в Австралия, е един вид ранг на система за гласуване.
- Range гласуване, при което избирателите принасят точки на всеки кандидат.
- Open list (отворен списък), понякога се наричат „преференциално гласуване“ в Европа и в страни като Шри Ланка.
- Bucklin глас, който понякога е известен като „преференциално гласуване“, когато се използва в Съединените щати.